# Аббасзаде, Турал Ильгар оглы
Турал Ильгар оглы Аббасзаде (азерб. Abbaszadə Tural İlqar oğlu; род. 26 октября 1992, Баку) — азербайджанский футболист, вратарь.

## Биография
Турал Аббасзаде является воспитанником ПФК «Нефтчи». Футболом начал заниматься в 2002 году, в возрасте 10 лет, в футбольной школе «Олимпия» города Баку, под руководством тренера Арифа Оруджева. В 13 лет начал заниматься в бакинском «Нефтчи», где его наставником был Ислам Керимов.

### Клубная карьера
Профессиональную карьеру футболиста начал в 2008 году с выступления за дублирующий состав клуба «Мугань» из города Сальяны. В дальнейшем защищал цвета клубов азербайджанской Премьер-лиги «Симург» из города Закаталы и гянджинского «Кяпаза». В мае 2013 года вошёл в символическую сборную 28 тура Topaz Премьер-лиги, согласно статистическим данным компании «Instat Football».
Летом 2013 года перешёл в клуб «Нефтчала», выступающий в первом дивизионе азербайджанского первенства.

### Сборная Азербайджана
Защищал цвета юношеской (до 17) и молодёжной (до 21) сборных Азербайджана.